# Psicologia de la salut
La Psicologia de la salut és l'estudi dels processos psicològics, conductuals, comportamentals i culturals, en matèria de la salut i la malaltia. La base d'aquesta disciplina és que aquests factors, poden incidir a la salut de les persones. Per exemple, certs comportaments poden, amb el temps, afectar de forma perjudicial (p. ex., el tabaquisme o el consum excessiu d'alcohol), i també millorar la salut (p. ex., l'exercici o la dieta baixa en greixos saturats). Els psicòlegs de la salut adopten un enfocament biopsicosocial. En altres paraules, entenen la salut com el producte no sols dels processos biològics (p. ex., un virus, els tumors, etc.), sinó també dels psicològics (p. ex., pensaments i creences), així com el comportament (p. ex., hàbits), i els processos socials (p. ex., l'estatus socioeconòmic i l'origen ètnic).
Mitjançant la comprensió d'aquests factors, els psicòlegs especialitzats en la matèria poden millorar la salut a través del treball tant amb pacients de forma individual, com comunitàriament a través de, per exemple, la participació en programes de salut pública. Així mateix, els psicòlegs de la salut poden ajudar a entrenar a altres professionals (per exemple, els metges i les infermeres) en el tracte i atenció als seus usuaris. Alguns exemples d'entorns laborals on treballen els psicòlegs de la salut són els següents:
- En l'àmbit hospitalari, al costat d'altres professionals sanitaris.
- En departaments de salut pública que treballen en programes de canvi de comportament i la promoció de la salut a gran escala.
- Amb universitats i escoles mèdiques, on poden ensenyar i guiar en la recerca.

Encara que els seus inicis es remunten al camp de la psicologia clínica, hi ha quatre divisions diferents dins de la psicologia de la salut i un camp relacionat és la psicologia de la salut ocupacional (OHP). Les quatre divisions inclouen la psicologia clínica de la salut, la psicologia de la salut pública, la psicologia de la salut de la comunitat, i la psicologia crítica de la salut. Les organitzacions professionals per al camp de la psicologia de la salut inclouen la Divisió 38 de l'American Psychological Association (APA), la Divisió de Psicologia de la salut de la Societat britànica de Psicologia (BPS) i la Societat Europea de Psicologia de la salut. L'acreditació avançada en els EE.UU  com a psicòleg clínic de la salut és proporcionada per American Board of Professional Psychology.